# Cycas balansae
Cycas balansae es una especie de Cycadopsida del género Cycas, de la familia Cycadaceae, del orden Cycadales.

## Distribución
Cycas balansae se distribuye por China (Guangxi) y Vietnam (Lang Son, Quang Ninh, Thai Nguyen, Vinh Phuc).

## Taxonomía
Fue descrita científicamente por Warb. Fue publicado por primera vez en Warb. In: Monsunia 1: 179. (1900).